# Скітно
Скітно (пол. Skitno, нім. Skitten) — село в Польщі, у гміні Бартошиці Бартошицького повіту Вармінсько-Мазурського воєводства.
Населення — 129 осіб (2011).

## Демографія
Демографічна структура станом на 31 березня 2011 року:
|          | Загалом | Допрацездатний вік | Працездатний вік | Постпрацездатний вік |
| -------- | ------- | ------------------ | ---------------- | -------------------- |
| Чоловіки | 73      | 19                 | 47               | 7                    |
| Жінки    | 56      | 10                 | 35               | 11                   |
| Разом    | 129     | 29                 | 82               | 18                   |